# Ukraïner
Ukraïner — суспільно-культурний мультимедійний українознавчий проєкт, матеріали якого засновані на результатах власних експедицій.
«Ukraïner» створений журналістом і письменником Богданом Логвиненком як волонтерський медіа-проєкт. У першу експедицію команда поїхала в червні 2016 року. До кінця 2019 року створено колекцію медіа-матеріалів, які перекладаються дев'ятьма мовами, видано дві книги, відзнято повнометражний документальний фільм, реалізовано спільні з урядовими партнерами національні акції, за підтримки українських дипломатів проведені заходи в ряді європейських столиць.

## Команда
Станом на лютий 2020 року до команди проєкту входять близько 20 осіб. Серед них:
- Богдан Логвиненко — автор проєкту
- Микола Носок — режисер
- Павло Пашко — головний оператор
- Наталка Панченко — проєктна продюсерка
- Ольга Шор — експедиційна продюсерка
- Траян Мустяце — менеджер соцмереж
- Оксана Кузема — менеджерка з PR і комунікацій
- Марія Теребус — монтажерка
- Карина Пілюгіна — сценаристка
- Євгенія Сапожникова — головна редакторка
- Наталка Понеділок — випускова редакторка
- Катерина Акварельна — фоторедакторка
- Людмила Кучер — проєктна менеджерка
- Мар'ян Манько — фандрайзер
- Софія Анжелюк — координаторка волонтерів.

Також у проєкті постійно беруть участь волонтери. Їхня кількість, за згадками в джерелах різного періоду, зростала з кількох учасників у 2016 році до 150 осіб улітку 2017 року та до 300 добровільних помічників у 2019 році.

## Мета проєкту
Згідно з інформацією сайту Ukraïner, його команда ставить собі за мету:
шляхом ретельних досліджень зрозуміти та сформулювати, ким є українці та донести це світу в доступній медійній формі.
У численних інтерв'ю учасники проєкту формулювали мету своєї діяльності також як «бажання сприйняття України як зовні, так і всередині» чи «знайомство українців із різних регіонів один з одним» задля порозуміння, подолання негативних стереотипів і розвитку суспільства, де люди відкриті одне до одного та до змін.
Також Ukraïner створено для того, щоб познайомити іноземців із невідомою історією та культурою регіонів, показати локальних героїв і професії, що зникають, а також місця, які переважно не входять до путівників. Саме брак інформації про варті уваги місцевості Богдан Логвиненко називав найбільшою проблемою для розвитку туризму в Україні в одній зі своїх статей 2016 року.

## Досліджені регіони
Перша антропологічно-етнографічна експедиція тривала з червня 2016 до жовтня 2018 року й охопила 16 історичних регіонів по всій Україні — від Слобожанщини до Волині, від Закарпаття до Таврії, крім окупованих територій.
Учасники проєкту відвідали такі регіони: Бессарабія, Буковина, Волинь, Галичина, Закарпаття, Карпати, Наддніпрянщина, Поділля, Подніпров'я і Запоріжжя, Полісся, Полтавщина. Приазов'я, Причорномор'я, Сіверщина, Слобожанщина, Таврія.
Результатом цих розвідок стали понад 200 виданих історій на сайті, книжки «Ukraïner. Країна зсередини» та «Ukraïner. Ukrainian Insider», документальна стрічка «Ukraïner. The Movie». Відеоматеріали проєкту демонструються в потягах Інтерсіті, в аеропортах Києва та Львова; в січні 2020 року творці Ukraïner запропонували водіям міжміських автобусів свої матеріали як легальну та безкоштовну альтернативу російським серіалам.

## Рубрики
Результати досліджень є у формі відео та статей, розміщених на офіційному сайті. Їхні теми умовно можна поділити на рубрики:
- авіація;
- амбасадори;
- власна справа;
- експортери;
- залізниці;
- захист природи;
- інклюзія;
- кластери;
- мистецтво;
- музейництво;
- музика;
- національні спільноти;
- освіта;
- пам'ятки;
- перетворення просторів;
- професії;
- ремесла;
- спільноти;
- спорт;
- судноплавство;
- традиції;
- фермерство;
- хутори.

## Книжка «Ukraïner. Країна зсередини»
Одним із напрацювань проєкту є ілюстрована книга за мотивами трирічної експедиції Україною — «Ukraïner. Країна зсередини». Видання 2019 року. Належить до серії артбуків чи альбомних книг. У книзі зібрано найяскравіші моменти з мандрівок усіма історичними регіонами — від Волині до Таврії, від Слобожанщини до Поділля.
Доступна також англомовна версія книги — «Ukraïner. Ukrainian Insider».
Книга «Ukraïner. Країна зсередини» потрапила в декілька оглядів книжкових новинок, зокрема, огляд Детектор медіа. Стала найбільш продаваною на «Книжковому арсеналі» 2019 року. Була номінована на гран-прі «BookForum Best Book Award-2019», отримала дві відзнаки конкурсу. В грудні 2019 року названа однією з найкращих книг року за версією «Українського центру Міжнародного ПЕН-клубу».

## Фільми
«Ukraïner. The Movie» — повнометражний документальний фільм від творців Ukraïner. Світова прем'єра відбулася одночасно у 7 країнах і понад 50 містах, а також на YouTube-каналі медіапроєкту.
Фільм розповідає історії шести героїв із різних куточків України, їхнє життя та побут, ремесла та мистецтво, цікаві ініціативи та культуру. Ці історії переплетені між собою в єдине полотно, що відображає один звичайний день України, яку творять незвичайні українці. У фільмі звучать пісні українського етногурту ДахаБраха.
«Ukraïner. The Movie» знято за підтримки Українського культурного фонду.

## Проєкт на міжнародній арені
Від початку діяльності команда Ukraïner прагне привертати до України та її туристичних локацій увагу закордонних туристів. Сайт проєкту доступний українською та 11 іноземними мовами: англійською, польською, німецькою, французькою, чеською, російською, іспанською, грузинською, грецькою, турецькою та японською.
Учасники Ukraïner здійснили презентації проєкту в багатьох країнах. Зокрема в Греції (22 березня 2018), Австрії (28 березня 2018), Франції (10 вересня 2018), Чехії (3 жовтня 2018), Швеції (7 лютого 2019), Великій Британії (9 жовтня 2019), Фінляндії (11 жовтня 2019), Ізраїлі (24 грудня 2019) та ін.
Серед подій, на яких стенд України використовував відео Ukraïner: EXPO Шанхай 2018, Франкфуртський книжковий ярмарок 2019, Варшавський Книжковий ярмарок 2019, Всесвітній економічний форум 2020 (Давос, Швейцарія) тощо.